# Corethromyces pallidus
Corethromyces pallidus (Thaxt.) Thaxt. – gatunek grzybów z rzędu owadorostowców (Laboulbeniales). Grzyby mikroskopijne, pasożyty owadów (grzyby entomopatogeniczne).

## Systematyka
Pozycja w klasyfikacji według Index Fungorum: Corethromyces, Laboulbeniaceae, Laboulbeniales, Laboulbeniomycetidae, Laboulbeniomycetes, Pezizomycotina, Ascomycota, Fungi.
Gatunek ten opisał w 1893 r. Roland Thaxter r. jako Rhadinomyces pallidus. W 1912 r. ten sam autor przeniósł go do rodzaju Corethromyces. 

## Charakterystyka
Jest pasożytem zewnętrznym. W Polsce Tomasz Majewski w 1994 i 2003 r. opisał jego występowanie na chrząszczach z rodziny kusakowatych (Staphylinidae): Lathrobium quadratum, Lathrobium scutellare, Lathrobium terminatum.